# Бессерер, Юджини
Юджини Бессерер (англ. Eugenie Besserer, 25 декабря 1868 — 28 мая 1934) — американская актриса театра и кино.
Родилась в штате Нью-Йорк во франкоканадской семье. Будучи ребёнком с семьёй переехала в канадский город Онтарио, где провела детство. Рано осиротев, Бессерер была принята в другую семью, откуда сбежала в двенадцатилетнем возрасте. Вернувшись в США, она нашла своего дядю, проживавшего в Нью-Йорке, на попечении которого и осталась.
Актёрскую карьеру она начала с театральных подмостков, а её дебют на большом экране состоялся в 1910 году в картине «Чудесный волшебник страны Оз», где она исполнила роль тёти Эм. В дальнейшем актриса много снималась в кино, исполнив за годы своей карьеры почти две сотни второстепенных ролей, часто играя матерей и тётушек главных героев. Среди фильмов с её участием такие картины как «Изнасилованная Армения» (1919), «Багряные дни» (1919), «Анна Кристи» (1923), «Плоть и дьявол» (1927), «Певец джаза» (1927), «Леди удача» (1928), «Мадам Икс» (1929) и «Семь лиц» (1929).
Юджини Бессерер скончалась от сердечного приступа в своём доме в Лос-Анджелесе в возрасте 65 лет, в окружении супруга Альберта В. Хеггера, с которым она прожила почти пятьдесят лет. Актриса была похоронена на католическом кладбище Голгофа.

## Фильмография
- 1910 — Чудесный волшебник страны Оз
- 1913 – Вамба, дитя джунглей
- 1919 — Растерзанная Армения
- 1927 — Певец джаза — Сара Рабинович, мать Джейки
- 1929 — Мадам Икс / Madame X — Роза